# Campeonato de Primera A 2021 (APF Pando)
La Primera "A" de 2021 fue la 24.ª edición de la máxima categoría de la Asociación de Fútbol de Pando (o Asociación Pandina de Fútbol). El torneo debía empezar el miércoles 19 de mayo, pero debido al Voto Resolutivo que suspendió el fútbol boliviano el inicio del certamen se postergó para el sábado 29 de mayo. Tuvo la participación de 10 equipos.

## Sistema de disputa
En este torneo, los 10 equipos se dividieron en dos grupos de cinco equipos, disputándose en sistema de todos contra todos en ida y vuelta. Los dos mejores de cada zona se clasificaron a la fase final, que a su vez ya se jugó en sistema de eliminación directa a partido único, con el orden de las llaves de la semifinal siendo 1.° A x 2.° B y 2.° A x 1.° B. Los ganadores de la semifinal fueron a la final para definir al campeón y subcampeón de este certamen, mientras los perdedores jugaron la definición por el tercer puesto donde el ganador garantizó el último boleto a la Copa Simón Bolívar.

## Equipos participantes

### Ascensos y descensos
Debido a la situación excepcional del año anterior donde no se pudieron jugar los torneos del fútbol pandino, los recién ascendidos y descendidos llegan desde la gestión 2019.
RONBOL descendió tras dar 3 walkovers (1 en el Apertura + 2 en el Clausura), siendo reemplazado por el campeón de Primera "B" Vaca Díez Juvenil. Luego, el subcampeón Libertad FC logró el ascenso de manera indirecta tras ganar a Unión Cobija, que a su vez descendió.
| Pos | Ascendidos a la Primera A |
| --- | ------------------------- |
| 1.º | Vaca Díez Juvenil         |
| 2.º | Libertad FC               |

| Pos  | Descendidos a la Primera B |
| ---- | -------------------------- |
| 9.º  | Unión Club Cobija          |
| 10.º | RONBOL                     |

### Información de los equipos
| Equipo            | Ciudad | Fecha de fundación      | Estadio                        | Capacidad |
| ----------------- | ------ | ----------------------- | ------------------------------ | --------- |
| Astros de Pando   | Cobija | 13 de noviembre de 2010 | Estadio Roberto Jordán Cuellar | 25.000    |
| Gatty Ribeiro     | Cobija | ?                       | Estadio Roberto Jordán Cuellar | 25.000    |
| Libertad FC       | Cobija | ?                       | Estadio Roberto Jordán Cuellar | 25.000    |
| Mariscal Sucre    | Cobija | 11 de octubre de 1950   | Estadio Roberto Jordán Cuellar | 25.000    |
| Moto Club         | Cobija | ?                       | Estadio Roberto Jordán Cuellar | 25.000    |
| Real Mapajo       | Cobija | ?                       | Estadio Roberto Jordán Cuellar | 25.000    |
| Real Vaca Díez    | Cobija | ?                       | Estadio Roberto Jordán Cuellar | 25.000    |
| Universitario     | Cobija | 9 de marzo de 1995      | Estadio Roberto Jordán Cuellar | 25.000    |
| Vaca Díez         | Cobija | 19 de marzo de 1952     | Estadio Roberto Jordán Cuellar | 25.000    |
| Vaca Díez Juvenil | Cobija | ?                       | Estadio Roberto Jordán Cuellar | 25.000    |

## Primera fase

### Grupo A

#### Clasificación
| Pos. | Equipo          | Pts. | PJ | G | E | P | GF | GC | Dif. | Clasificación               |
| ---- | --------------- | ---- | -- | - | - | - | -- | -- | ---- | --------------------------- |
| 1    | Vaca Díez       | 24   | 8  | 8 | 0 | 0 | 31 | 3  | +28  | Clasificado a la fase final |
| 2    | Libertad FC     | 11   | 8  | 3 | 2 | 3 | 16 | 13 | +3   | Clasificado a la fase final |
| 3    | Universitario   | 11   | 8  | 3 | 2 | 3 | 13 | 13 | 0    |                             |
| 4    | Real Vaca Díez  | 7    | 8  | 2 | 1 | 5 | 9  | 21 | −12  |                             |
| 5    | Astros de Pando | 4    | 8  | 1 | 1 | 6 | 11 | 30 | −19  |                             |

 Fuente: Asociación de Fútbol de Pando

#### Resultados
OBS: Los horarios corresponden al huso horario que rige a Bolivia (UTC-4).
| Fecha 1            | Fecha 1   | Fecha 1        | Fecha 1                | Fecha 1    | Fecha 1 | Fecha 1 |
| Local              | Resultado | Visitante      | Estadio                | Fecha      | Hora    |         |
| ------------------ | --------- | -------------- | ---------------------- | ---------- | ------- | ------- |
| Astros de Pando    | 2 - 3     | Universitario  | Roberto Jordán Cuellar | 29 de mayo | 15:00   |         |
| Vaca Díez          | 3 - 1     | Real Vaca Díez | Roberto Jordán Cuellar | 29 de mayo | 17:00   |         |
| Libre: Libertad FC |           |                |                        |            |         |         |

| Fecha 2               | Fecha 2   | Fecha 2     | Fecha 2                | Fecha 2    | Fecha 2 | Fecha 2 |
| Local                 | Resultado | Visitante   | Estadio                | Fecha      | Hora    |         |
| --------------------- | --------- | ----------- | ---------------------- | ---------- | ------- | ------- |
| Universitario         | 2 - 2     | Libertad FC | Roberto Jordán Cuellar | 2 de junio | 18:00   |         |
| Astros de Pando       | 1 - 7     | Vaca Díez   | Roberto Jordán Cuellar | 2 de junio | 20:00   |         |
| Libre: Real Vaca Díez |           |             |                        |            |         |         |

| Fecha 3              | Fecha 3   | Fecha 3         | Fecha 3                | Fecha 3    | Fecha 3 | Fecha 3 |
| Local                | Resultado | Visitante       | Estadio                | Fecha      | Hora    |         |
| -------------------- | --------- | --------------- | ---------------------- | ---------- | ------- | ------- |
| Libertad FC          | 0 - 2     | Vaca Díez       | Roberto Jordán Cuellar | 5 de junio | 15:00   |         |
| Real Vaca Díez       | 3 - 2     | Astros de Pando | Roberto Jordán Cuellar | 5 de junio | 17:00   |         |
| Libre: Universitario |           |                 |                        |            |         |         |

| Fecha 4                | Fecha 4   | Fecha 4        | Fecha 4                | Fecha 4     | Fecha 4 | Fecha 4 |
| Local                  | Resultado | Visitante      | Estadio                | Fecha       | Hora    |         |
| ---------------------- | --------- | -------------- | ---------------------- | ----------- | ------- | ------- |
| Libertad FC            | 4 - 2     | Real Vaca Díez | Roberto Jordán Cuellar | 12 de junio | 15:00   |         |
| Vaca Díez              | 1 - 0     | Universitario  | Roberto Jordán Cuellar | 12 de junio | 17:00   |         |
| Libre: Astros de Pando |           |                |                        |             |         |         |

| Fecha 5          | Fecha 5   | Fecha 5        | Fecha 5                | Fecha 5     | Fecha 5 | Fecha 5 |
| Local            | Resultado | Visitante      | Estadio                | Fecha       | Hora    |         |
| ---------------- | --------- | -------------- | ---------------------- | ----------- | ------- | ------- |
| Universitario    | 1 - 2     | Real Vaca Díez | Roberto Jordán Cuellar | 19 de junio | 15:00   |         |
| Astros de Pando  | 4 - 3     | Libertad FC    | Roberto Jordán Cuellar | 19 de junio | 17:00   |         |
| Libre: Vaca Díez |           |                |                        |             |         |         |

| Fecha 6          | Fecha 6   | Fecha 6         | Fecha 6                | Fecha 6     | Fecha 6 | Fecha 6 |
| Local            | Resultado | Visitante       | Estadio                | Fecha       | Hora    |         |
| ---------------- | --------- | --------------- | ---------------------- | ----------- | ------- | ------- |
| Real Vaca Díez   | 0 - 2     | Universitario   | Roberto Jordán Cuellar | 27 de junio | 15:00   |         |
| Libertad FC      | 3 - 0     | Astros de Pando | Roberto Jordán Cuellar | 27 de junio | 17:00   |         |
| Libre: Vaca Díez |           |                 |                        |             |         |         |

| Fecha 7                | Fecha 7   | Fecha 7     | Fecha 7                | Fecha 7    | Fecha 7 | Fecha 7 |
| Local                  | Resultado | Visitante   | Estadio                | Fecha      | Hora    |         |
| ---------------------- | --------- | ----------- | ---------------------- | ---------- | ------- | ------- |
| Real Vaca Díez         | 0 - 2     | Libertad FC | Roberto Jordán Cuellar | 4 de julio | 15:00   |         |
| Universitario          | 0 - 4     | Vaca Díez   | Roberto Jordán Cuellar | 4 de julio | 17:00   |         |
| Libre: Astros de Pando |           |             |                        |            |         |         |

| Fecha 8              | Fecha 8   | Fecha 8        | Fecha 8                | Fecha 8     | Fecha 8 | Fecha 8 |
| Local                | Resultado | Visitante      | Estadio                | Fecha       | Hora    |         |
| -------------------- | --------- | -------------- | ---------------------- | ----------- | ------- | ------- |
| Vaca Díez            | 2 - 1     | Libertad FC    | Roberto Jordán Cuellar | 11 de julio | 15:00   |         |
| Astros de Pando      | 1 - 1     | Real Vaca Díez | Roberto Jordán Cuellar | 11 de julio | 17:00   |         |
| Libre: Universitario |           |                |                        |             |         |         |

| Fecha 9               | Fecha 9   | Fecha 9         | Fecha 9                | Fecha 9     | Fecha 9 | Fecha 9 |
| Local                 | Resultado | Visitante       | Estadio                | Fecha       | Hora    |         |
| --------------------- | --------- | --------------- | ---------------------- | ----------- | ------- | ------- |
| Libertad FC           | 1 - 1     | Universitario   | Roberto Jordán Cuellar | 18 de julio | 15:00   |         |
| Vaca Díez             | 6 - 0     | Astros de Pando | Roberto Jordán Cuellar | 18 de julio | 17:00   |         |
| Libre: Real Vaca Díez |           |                 |                        |             |         |         |

| Fecha 10           | Fecha 10  | Fecha 10        | Fecha 10               | Fecha 10    | Fecha 10 | Fecha 10 |
| Local              | Resultado | Visitante       | Estadio                | Fecha       | Hora     |          |
| ------------------ | --------- | --------------- | ---------------------- | ----------- | -------- | -------- |
| Universitario      | 4 - 1     | Astros de Pando | Roberto Jordán Cuellar | 25 de julio | 15:00    |          |
| Real Vaca Díez     | 0 - 6     | Vaca Díez       | Roberto Jordán Cuellar | 25 de julio | 17:00    |          |
| Libre: Libertad FC |           |                 |                        |             |          |          |

### Grupo B

#### Clasificación
| Pos. | Equipo            | Pts. | PJ | G | E | P | GF | GC | Dif. | Clasificación               |
| ---- | ----------------- | ---- | -- | - | - | - | -- | -- | ---- | --------------------------- |
| 1    | Mariscal Sucre    | 24   | 8  | 8 | 0 | 0 | 31 | 6  | +25  | Clasificado a la fase final |
| 2    | Moto Club         | 14   | 8  | 4 | 2 | 2 | 28 | 17 | +11  | Clasificado a la fase final |
| 3    | Real Mapajo       | 8    | 8  | 2 | 2 | 4 | 11 | 17 | −6   |                             |
| 4    | Vaca Díez Juvenil | 7    | 8  | 2 | 1 | 5 | 12 | 34 | −22  |                             |
| 5    | Gatty Ribeiro     | 4    | 8  | 1 | 1 | 6 | 12 | 20 | −8   |                             |

 Fuente: Asociación de Fútbol de Pando

#### Resultados
OBS: Los horarios corresponden al huso horario que rige a Bolivia (UTC-4).
| Fecha 1               | Fecha 1   | Fecha 1     | Fecha 1                | Fecha 1    | Fecha 1 | Fecha 1 |
| Local                 | Resultado | Visitante   | Estadio                | Fecha      | Hora    |         |
| --------------------- | --------- | ----------- | ---------------------- | ---------- | ------- | ------- |
| Gatty Ribeiro         | 2 - 3     | Moto Club   | Roberto Jordán Cuellar | 30 de mayo | 15:00   |         |
| Vaca Díez Juvenil     | 1 - 1     | Real Mapajo | Roberto Jordán Cuellar | 30 de mayo | 17:00   |         |
| Libre: Mariscal Sucre |           |             |                        |            |         |         |

| Fecha 2            | Fecha 2   | Fecha 2           | Fecha 2                | Fecha 2    | Fecha 2 | Fecha 2 |
| Local              | Resultado | Visitante         | Estadio                | Fecha      | Hora    |         |
| ------------------ | --------- | ----------------- | ---------------------- | ---------- | ------- | ------- |
| Moto Club          | 0 - 3     | Mariscal Sucre    | Roberto Jordán Cuellar | 3 de junio | 18:00   |         |
| Gatty Ribeiro      | 2 - 3     | Vaca Díez Juvenil | Roberto Jordán Cuellar | 3 de junio | 20:00   |         |
| Libre: Real Mapajo |           |                   |                        |            |         |         |

| Fecha 3          | Fecha 3   | Fecha 3           | Fecha 3                | Fecha 3    | Fecha 3 | Fecha 3 |
| Local            | Resultado | Visitante         | Estadio                | Fecha      | Hora    |         |
| ---------------- | --------- | ----------------- | ---------------------- | ---------- | ------- | ------- |
| Mariscal Sucre   | 4 - 1     | Vaca Díez Juvenil | Roberto Jordán Cuellar | 6 de junio | 15:00   |         |
| Real Mapajo      | 0 - 4     | Gatty Ribeiro     | Roberto Jordán Cuellar | 6 de junio | 17:00   |         |
| Libre: Moto Club |           |                   |                        |            |         |         |

| Fecha 4              | Fecha 4   | Fecha 4     | Fecha 4                | Fecha 4     | Fecha 4 | Fecha 4 |
| Local                | Resultado | Visitante   | Estadio                | Fecha       | Hora    |         |
| -------------------- | --------- | ----------- | ---------------------- | ----------- | ------- | ------- |
| Mariscal Sucre       | 4 - 2     | Real Mapajo | Roberto Jordán Cuellar | 13 de junio | 15:00   |         |
| Vaca Díez Juvenil    | 2 - 9     | Moto Club   | Roberto Jordán Cuellar | 13 de junio | 17:00   |         |
| Libre: Gatty Ribeiro |           |             |                        |             |         |         |

| Fecha 5                  | Fecha 5   | Fecha 5        | Fecha 5                | Fecha 5     | Fecha 5 | Fecha 5 |
| Local                    | Resultado | Visitante      | Estadio                | Fecha       | Hora    |         |
| ------------------------ | --------- | -------------- | ---------------------- | ----------- | ------- | ------- |
| Moto Club                | 1 - 1     | Real Mapajo    | Roberto Jordán Cuellar | 20 de junio | 15:00   |         |
| Gatty Ribeiro            | 0 - 5     | Mariscal Sucre | Roberto Jordán Cuellar | 20 de junio | 17:00   |         |
| Libre: Vaca Díez Juvenil |           |                |                        |             |         |         |

| Fecha 6                  | Fecha 6   | Fecha 6       | Fecha 6                | Fecha 6     | Fecha 6 | Fecha 6 |
| Local                    | Resultado | Visitante     | Estadio                | Fecha       | Hora    |         |
| ------------------------ | --------- | ------------- | ---------------------- | ----------- | ------- | ------- |
| Real Mapajo              | 2 - 3     | Moto Club     | Roberto Jordán Cuellar | 26 de junio | 15:00   |         |
| Mariscal Sucre           | 3 - 0     | Gatty Ribeiro | Roberto Jordán Cuellar | 26 de junio | 17:00   |         |
| Libre: Vaca Díez Juvenil |           |               |                        |             |         |         |

| Fecha 7              | Fecha 7   | Fecha 7           | Fecha 7                | Fecha 7    | Fecha 7 | Fecha 7 |
| Local                | Resultado | Visitante         | Estadio                | Fecha      | Hora    |         |
| -------------------- | --------- | ----------------- | ---------------------- | ---------- | ------- | ------- |
| Real Mapajo          | 0 - 1     | Mariscal Sucre    | Roberto Jordán Cuellar | 3 de julio | 15:00   |         |
| Moto Club            | 8 - 1     | Vaca Díez Juvenil | Roberto Jordán Cuellar | 3 de julio | 17:00   |         |
| Libre: Gatty Ribeiro |           |                   |                        |            |         |         |

| Fecha 8           | Fecha 8   | Fecha 8        | Fecha 8                | Fecha 8     | Fecha 8 | Fecha 8 |
| Local             | Resultado | Visitante      | Estadio                | Fecha       | Hora    |         |
| ----------------- | --------- | -------------- | ---------------------- | ----------- | ------- | ------- |
| Vaca Díez Juvenil | 2 - 8     | Mariscal Sucre | Roberto Jordán Cuellar | 10 de julio | 15:00   |         |
| Gatty Ribeiro     | 1 - 2     | Real Mapajo    | Roberto Jordán Cuellar | 10 de julio | 17:00   |         |
| Libre: Moto Club  |           |                |                        |             |         |         |

| Fecha 9            | Fecha 9   | Fecha 9       | Fecha 9                | Fecha 9     | Fecha 9 | Fecha 9 |
| Local              | Resultado | Visitante     | Estadio                | Fecha       | Hora    |         |
| ------------------ | --------- | ------------- | ---------------------- | ----------- | ------- | ------- |
| Mariscal Sucre     | 3 - 1     | Moto Club     | Roberto Jordán Cuellar | 17 de julio | 15:00   |         |
| Vaca Díez Juvenil  | 1 - 0     | Gatty Ribeiro | Roberto Jordán Cuellar | 17 de julio | 17:00   |         |
| Libre: Real Mapajo |           |               |                        |             |         |         |

| Fecha 10              | Fecha 10  | Fecha 10          | Fecha 10               | Fecha 10    | Fecha 10 | Fecha 10 |
| Local                 | Resultado | Visitante         | Estadio                | Fecha       | Hora     |          |
| --------------------- | --------- | ----------------- | ---------------------- | ----------- | -------- | -------- |
| Moto Club             | 3 - 3     | Gatty Ribeiro     | Roberto Jordán Cuellar | 24 de julio | 15:00    |          |
| Real Mapajo           | 3 - 1     | Vaca Díez Juvenil | Roberto Jordán Cuellar | 24 de julio | 17:00    |          |
| Libre: Mariscal Sucre |           |                   |                        |             |          |          |

1. ↑  Moto Club no se presentó para el partido debido a conflictos administrativos con la directiva del club, por lo que perdió por walkover (3-0).

## Fase final
|  | Semifinales    | Semifinales    |       |             | Final          | Final |  |
|  |                |                |       |             |                |       |  |
|  |                |                |       |             |                |       |  |
|  | 31 de julio    |                |       |             |                |       |  |
|  | Vaca Díez      | 4              |       |             |                |       |  |
|  | Moto Club      | 0              |       |             |                |       |  |
|  |                |                |       |             |                |       |  |
|  |                |                |       |             | 8 de agosto    |       |  |
|  |                |                |       |             | Vaca Díez      | 2 (2) |  |
|  |                | Mariscal Sucre | 2 (4) |             |                |       |  |
|  |                |                |       |             |                |       |  |
|  |                |                |       |             |                |       |  |
|  |                |                |       |             | Tercer lugar   |       |  |
|  | 1 de agosto    | 1 de agosto    |       | 7 de agosto | 7 de agosto    |       |  |
|  | Mariscal Sucre | 1 (4)          |       | Moto Club   | 0 (4)          |       |  |
|  | Libertad F. C. | 1 (2)          |       |             | Libertad F. C. | 0 (3) |  |

Semifinales
| 31 de julio, 17:00 | Vaca Díez | 4:0 | Moto Club | Estadio Roberto Jordán Cuellar, Cobija |  |

| 1 de agosto, 17:00 | Mariscal Sucre | 1:1 (4:2 p.) | Libertad F. C. | Estadio Roberto Jordán Cuellar, Cobija |  |

Disputa por el tercer puesto
| 7 de agosto, 17:00 | Moto Club | 0:0 (4:3 p.) | Libertad F. C. | Estadio Roberto Jordán Cuellar, Cobija |  |

Final
| 8 de agosto, 17:00 | Vaca Díez | 2:2 (2:4 p.) | Mariscal Sucre | Estadio Roberto Jordán Cuellar, Cobija |  |

|                                      |
| Mariscal Sucre Campeón (3.er título) |

|                      |                        |
| Vaca Díez Subcampeón | Moto Club Tercer lugar |